# Дугањиве
Дугањиве (алб. Dugaivë) је насељено место у општини Пећ, на Косову и Метохији. Према попису становништва из 2011. насеље више нема становника.

## Становништво
Према званичним пописима, Дугањиве су имале следећи број становника:
| Демографија | Демографија | Демографија |
| Година      | Становника  | Становника  |
| ----------- | ----------- | ----------- |
| 1948.       | 157         |             |
| 1953.       | 159         |             |
| 1961.       | 170         |             |
| 1971.       | 135         |             |
| 1981.       | 128         |             |
| 1991.       | 128         |             |
| 2011.       | 0           |             |